# José Torrubia
José Torrubia o Torrubio (Granada, 1698 - Roma, 17 de abril de 1761) fue un misionero franciscano, geólogo, paleontólogo, espeleólogo y naturalista español.

## Biografía
Profesó a los quince años en la Orden menor de San Francisco. En 1719 pertenecía al convento de Jerez. En 1720 inició sus trabajos misioneros en el Pacífico. Viajó a Filipinas, donde residió entre 1721 y 1733 recorriendo a pie las islas de Mindanao y Luzón y tomando nota de muchos fenómenos naturales. Llegó a Cádiz en julio de 1735, después de haber recalado en Acapulco (México) y La Habana (Cuba). Se opone a volver a Filipinas tras ser citado y acusado por sus hermanos franciscanos por haber derrochado dinero en viajes, imprimir sus propios libros sin permiso y no haberse ocupado exclusivamente en sus obligaciones de misionero. En 1745 vuelve a América, viajando por Guatemala, Yucatán y Honduras. En 1749 regresa de nuevo a la Península para iniciar un viaje por Roma, Rímini, Padua y París durante el cual se cree que entró en contacto con distintos cenáculos científicos (círculos de Buffon y del Jardín du Roi) e inspeccionó distintos museos europeos (la Methalloteca y el Musaeum Kircherianum de Roma, y el Musaeum Metallicum de Bolonia). En 1750 es nombrado Archivero y Cronista General de la Orden Fransciscana y su procurador en Roma y vuelve a Madrid.

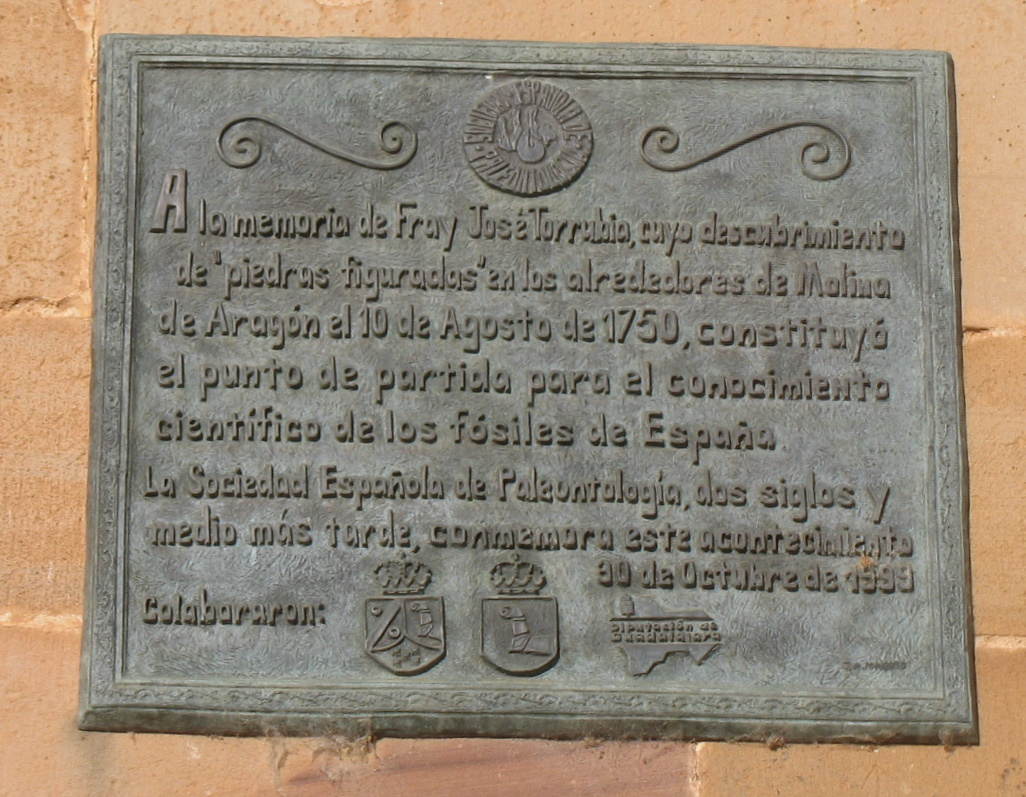
Placa de la Sociedad Española de Paleontología en memoria de José Torrubia, conmemorando su hallazgo de «piedras figuradas» (fósiles) el 10 de agosto de 1750. Situada en Molina de Aragón.

Durante su viaje de vuelta desde París y a su paso por la villa de Anchuela, en el Señorío de Molina, le llaman la atención unos fósiles con los que juega una niña, "cinco conchas enteras, que cada cual unía íntimamente a su compañera" y busca en la sierra mucho material similar al que llama "piedras figuradas":
El día diez de Agosto del año de 1750, viniendo de Paris para Madrid, llegué a comer al lugar de Anchuela, en el Señorío de Molina de Aragón [...] En la posada observé, que una muchacha estaba jugando, a la "China alta" (es juego de niñas, que en México llaman "La Matatenas", y en otras regiones tiene diverso nombre) con cinco piedras notablemente figuradas, las que habiéndole pedido, y seriamente examinado, sólo con el beneficio de un buen lente, hallé, eran cinco conchas enteras, que cada cual unía íntimamente a su compañera. De suerte, que aunque fueron diez las hojas, no se registraban ya más que cinco cuerpos de piedra solidísima, pero con una clara distinción en cada uno del principio, por donde en algún tiempo se unían con manejo. Quiero decir, que se conocía el muelle, y suturas por donde abría y cerraba el anciano viviente aquella casa, según los oportunos, y económicos usos de su naturaleza. Conocí que aquella pieza pertenecía claramente a los Ditomas, "quae geminis constant testis ad cardinent conexis". Estas se llaman, y se conocen por "Bivalvas" nombre latino, de que usan con propiedad los Naturalistas" (Torrubia, 1754, núm. 6).
A raíz de su observación concluye, aunque dentro del Diluvismo de la época, que no son formas caprichosas de la naturaleza, sino animales petrificados en su Aparato, núm. 24:
Debemos, pues, concluir seriamente, que las Conchas, Almejas, Caracoles, Erizos, Estrellas, Cornu Anmonis, Nautiles y todos los demás Testáceos y producciones marinas, que se hallan en nuestros montes con figura de tales, ni son juegos de la naturaleza, ni efectos del acaso, ni naturales producciones de la tierra sin vivientes dentro, como quiso Bonanni, sino real y verdaderamente tales como las que en el distante mar se crían con su misma configuración y habitadores.
Para defender esta tesis publica el famosísimo Aparato para la Historia Natural Española. Tomo Primero. Contiene muchas Dissertaciones Physicas, especialmente sobre el Diluvio. Resuelve el gran problema de la Transmigracion de Cuerpos Marinos, y su Petrificacion en los mas altos montes de España, donde recientemente se han descubierto (1754), primer tratado español de Paleontología y obra muy comentada en Europa, aunque con críticas impías -seguramente por los ataques que Torrubia hace a los naturalistas protestantes-, en cuatro revistas científicas de la época francesas e inglesas entre 1755 y 1760, y, al volver a Roma en torno a 1756, La Gigantologia Spagnola vendicata (1760), donde responde a los ataques a sus creencias sobre el existir de gigantes de un anónimo napolitano que resultó ser un hermano de su Orden. Torrubia falleció en Roma un año después, el 17 de abril de 1761, a los sesenta y tres años de edad. Es en el primero de estos trabajos donde describe multitud de fósiles recogidos en el Señorío de Molina.
Torrubia es uno de los primeros pensadores religiosos que admiten que los fósiles son restos de animales antiguos, justificando esta creencia en la Biblia y relacionándola con el Diluvio Universal e incorpora la experimentación como parte del método científico a la paleontología. Hay que señalar que este mismo libro niega que las hachas neolíticas de sílex estén hechas por manos humanas, ya que la idea de habitantes prehistóricos era muy difícil de justificar con los textos bíblicos. Sin embargo, dice seguir el método científico y llega a afirmar que el Aparato está probado "en el crisol de Bacon" y conoce profundamente y cita a paleontólogos contemporáneos como Nicolás Steno ("Stenon") (1638-1689), el sueco Carlos Linneo (1707-1778) y, sobre todo, el francés Georges-Louis Leclerc de Buffon, (1707-1788).

## ElAparato para la Historia Natural Española

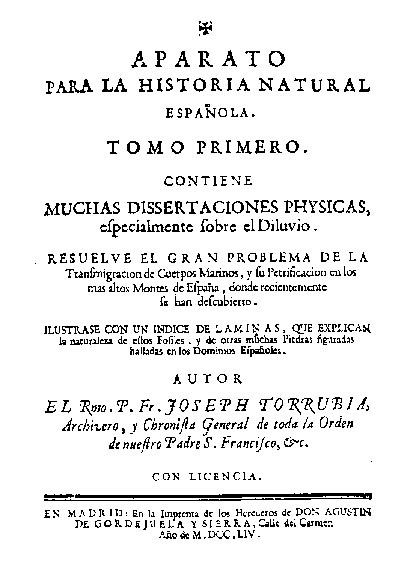
Portada de Aparato para la Historia Natural Española (1754).

Su primera mitad, compuesta de quince capítulos (pp. 1-99), está consagrada, por un lado, a comentar el hallazgo de fósiles en España, Filipinas y América del Sur y, por otro, a sostener el carácter orgánico de las petrificaciones. La segunda (pp. 99-202) discute las diferentes hipótesis que explican las petrificaciones españolas, rebate las recogidas en España por Feijoo y postula y defiende el origen diluviano de estos restos fósiles, opinión en la que se desmarca claramente de los geólogos "protestantes" de la época que opinaban que el Diluvio se podía explicar acudiendo a razones puramente "científicas"; intercala además un capítulo, muy criticado entonces, donde afirma la existencia pasada y actual de los gigantes.
El Aparato de Torrubia fue muy citado en Europa, sobre todo por Edward y por el gran naturalista y viajero irlandés William Bowles (1705-1780) que lo usó de guía para su expedición por España y que publicó en 1775 como Introducción a la Historia Natural y a la Geografía Física de España; la obra fue comentada también por Richard Twiss en su Viaje por España en 1773.

## Obras
- Las siestas de San Gil: analysis histórico-crítica de un árbol puesto en la Portería de el Real y venerable convento de San Gil de esta corte. Madrid: en la imprenta de Alonso Balvàs, 1738.
- Examen canónico-legal de la libertad religiosa de las provincias de la Seráfica Descalcèz de estos reynos de España, y de las de San Diego de México, y San Gregorio de Philipinas, para el manejo de sus negocios en esta corte, según el arbitrio de los prelados de ellas: insubsistencia, y repugnancia canónica de la procura general de corte, que se pretende radicada en el procurador del Real Convento de San Gil, por él, y por su Provincia de San Joseph: memorial jurídico, que a N. Rmo. padre ministro general exponen, en nombre de las provincias, que contradicen dicha procura general; Fr. Joseph Torrubia, predicador, y misionero apostólico, calificador, y revisor por el Supremo Consejo de la Inquisición, chronista general de el Orden de nuestro padre San Francisco en el Asia, custodio actual, y procurador general de la Provincia de San Gregorio de Philipinas de franciscos descalzos, y comisario de sus apostólicas misiones; y Fr. Bernardo de la Trinidad, missionero apostolico, y lector de theologia moràl, sus procurados y satisfaccion legal a los motivos representados por Fr. Bernardo de Santa María, procurador de dicho real convento, en el Memorial, que con titulo de Representación satisfactoria dio à su Majestad, intitulándole: Defensa de los derechos, y privilegios de todas las provincias descalzas, y de la referida de San Joseph, madre que expone ser de todas ellas, 1738.
- Disertación histórico-política, en que se trata de la extensión de el Mahometismo en las Islas Filipinas... escrita en forma de dialogo, Madrid: imprenta de Alonso Balvás, s. a.
- El hijo de Beasain San Martin de la ascensión, y Loynaz: Disertación histórico-crítica apologética, por su patria, y naturaleza. Su autor, el muy R.P. Fr. Joseph Torrubia..., En la oficina de Juan de San Martin, 1742.
- La consumación de Juan en su vida y en su ministerio: oración fúnebre que en las exequias del M.R.P.F. Juan Folgueras.... En la imprenta del Nuevo Rezado de doña María de Ribera, 1748.
- Centinela contra Francs - masones: discurso sobre su origen, instituto, secreto y juramento, descúbrese la cifra con que se escriben y las acciones, señales y palabras con que se conocen, impugnanse con la Pastoral del Ilustrísimo Sr. Don Pedro María Justiniani, Obispo de Vintimilla, 1752, reimpreso en 1815 con el título Centinela contra Francs-masones: discurso sobre su origen, instituto, secreto y juramento. Descúbrese la cifra con que se escriben, y las acciones, señales y palabras con que se conocen
- Manifiesto legal instrumental, en que se responde à los alegatos de el padre Fray Bernardo de Santa Maria... defiendense los derechos de la seráfica descalcez de nuestro padre San Francisco, y de la provincia de Philipinas de el mismo instituto..., s. a.
- Disertación histórico-política, y en mucha parte geográfica, de las islas Philipinas, extensión del Mahometismo en ellas, grandes estragos, que han hecho los Mindanaos, Joloes, Camucones, y Confederados de esta secta en nuestros pueblos Christianos, &c: pónese una razón compendiosa de los fondos, y destinos del Gran monte piedad de la Casa de la misericordia de la ciudad de Manila, Imp. de D.Augustin de Gordejuela y Sierra, 1753.
- Aparato para la Historia Natural española. Tomo Primero. Contiene muchas Dissertaciones Physicas, especialmente sobre el Diluvio. Resuelve el gran problema de la Transmigracion de Cuerpos Marinos, y su Petrificacion en los mas altos montes de España, donde recientemente se han descubierto. Ilustrase con un índice de láminas que explica la naturaleza de estos fósiles, y de otras muchas piedras figuradas halladas en los dominios españoles. Madrid: Imprenta de los herederos de D. Agustín Gordejuela, 1754, 204 pp. + índices, 14 láminas. (Edición facsímil, Sociedad Española de Paleontología, 1994. Contiene una introducción y una parte de la traducción alemana y las láminas editada en 1773).
- Chronica de la seraphica religion del glorioso patriarcha San Francisco de Assis... Oficina de Generoso Salomoni, 1756.
- Respuesta, que dá... Fray Joseph Torrubia... à un Sugeto Literato de España, sobre la legitimidad del Libro de Oración y Meditacion de San Pedro de Alcantara, que ahora... Fr. Joseph Pinedo... dice ser obra del venerable padre Fray Luis de Granada. Madrid: en la Oficina de Joachin Ibarra, 1759.
- La Gigantologia spagnola vendicata dal M.R.P. Giuseppe Torrubia. Nápoles, nella Stamperia Mariana, 1760. 10 h + 150.
- Crónica de la Provincia Franciscana de Santa Cruz de la Española y Caracas: libro primero de la novena parte de la crónica general de la Orden Franciscana. Estudio preliminar y notas por Odilo Gómez Parente, Academia Nacional de la Historia, 1972